# Patrick Kujala
Patrick Kujala, född den 15 maj 1996 i Marbella är en finländsk racerförare. 